# 罗伯特·卢西尼
荷西·羅拔圖·盧西尼，（José Roberto Lucini），1981年5月31日，巴西职业足球运动员，现效力于路佛丹斯。